# Parastenocaris mangini
Parastenocaris mangini is een eenoogkreeftjessoort uit de familie van de Parastenocarididae. De wetenschappelijke naam van de soort is voor het eerst geldig gepubliceerd in 1992 door Rouch.